# Béma
Béma is een gemeente (commune) in de regio Kayes in Mali. De gemeente telt 25.400 inwoners (2009).
De gemeente bestaat uit de volgende plaatsen:
- Acil Barké Maure
- Acil Barké Sarakolé
- Badiané
- Béma
- Diankanguédou
- Diarra Madina
- Diguila
- Diongomané
- Fadou
- Gouba Dabo
- Gouba Inna
- Kakanou
- Kamarlambé
- Kamatingué
- Kamidala
- Kamouné Diambiré
- Kamouné Kassé
- Koungo
- M’Begdé
- Monzinsara
- N’tomikoro
- Toudou Bouly
- Touna
- Torgomé